# 혈통주의
혈통주의(血統主義, jus sanguinis )는 아버지 또는 어머니의 국적이 출생 국가와 상관없이 자녀에게 부여되는 방식이다. 대한민국을 포함한 거의 대부분의 국가에서 사용되고 있다. 북미, 남미 등도 출생지주의와 함께 일부분 혈통주의 국적법을 채택하고 있다. 대립하는 개념으로서 출생지주의가 있다.

## 같이 보기
- 토착주의
- 귀환권